# 登丹人
在英國作家托爾金的奇幻小說裡，登丹人（Dúnedain）是人類的一支，他們是努曼諾爾人的後裔，在努曼諾爾陸沉後，他們在伊蘭迪爾、埃西鐸及安那瑞安的帶領下來到中土大陸的伊利雅德。他們被稱為西方人（Men of the West），主要居住在亞爾諾和剛鐸。

## 词源
登丹音译自辛达林“Dúnedain”（西方人），单数“Dúnadan”。登丹人在通用語裡稱作Adûn，「西方的」，但這名字已很少使用，只有一些親精靈的努曼諾爾人以及黑暗努曼諾爾人使用。

## 歷史
亞爾諾王國衰落，一些北方的登丹人成為北方遊俠（Rangers of the North），另外一些殘存的亞爾諾居民遷至瑞文戴爾以南的偏遠地區，並與當地人通婚。
第四紀元，剛鐸及亞爾諾的登丹人在國王伊力薩王亞拉岡的號令下統一。

## 角色
雖然登丹人也會被邪惡輕易地腐朽，但他們比普通人類有更崇高的肉體和靈魂。登丹人的特徵是高大、黑髮灰眼。
一些高等的登丹人更具有睿智、識別力及偶然的預言能力。他們可享有長壽（壽命比一般人長約三倍），直至行將就木之前，他們仍可保有青春的容貌，原因則沒有詳述。登丹人人口稀少，這是因為他們傾向於只生一名孩子。亞拉岡也是經過一條長長的獨子血統而來。